# ديغو سوزا ريبيرو
ديغو سوزا ريبيرو (14 يناير 1991 بقلمرية في البرتغال - ) هو لاعب كرة قدم برتغالي في مركز الهجوم. شارك مع منتخب البرتغال تحت 16 سنة لكرة القدم ومنتخب البرتغال تحت 18 سنة لكرة القدم ومنتخب البرتغال تحت 20 سنة لكرة القدم. أما مع النوادي، فقد لعب مع ليخيا غدانسك ومافرا ونادي أكاديميكا كويمبرا ونادي بيلينينسش ونادي ديبورتيفو داس أيفيس وجي. دي. توريزينسي ‏ وSertanense F.C. ‏.

## روابط خارجية
- ديغو سوزا ريبيرو على موقع قاعدة بيانات كرة القدم.إي يو (الإنجليزية)
- ديغو سوزا ريبيرو على موقع Soccerway.com (الإنجليزية)